# District Kuldīga
Het District Kuldīga (Lets: Kuldīgas rajons) is een voormalig district in het westen van Letland aan beide kanten van de rivier de Venta. Het district grensde aan vijf andere Letse districten: Ventspils, Talsi, Tukums, Saldus en Liepāja. De grenzen werden vastgesteld in 1950.
Het district Kuldīga besloeg een gebied van 2499.87 vierkante kilometer en had een inwonertal van 38.432. De hoofdstad was Kuldīga.

## Economie
Er zijn treinverbindingen van Riga naar Liepaja en van Liepaja naar Ventspils. Ook wordt het gebied doorkruist door een van de belangrijkste snelwegen (A-9) van Letland, die van Riga naar Liepaja loopt. Belangrijkste inkomstenbronnen zijn landbouw, houthandel en visboerderijen.

## Landschap
In het noordwesten van het district ligt de Piejuras vlakte. In het midden de Rietumkurzemes hoogte bestaande uit heuvels die variëren tussen de 100 en 120 meter. Hoogste punt is de Hill Vardupe (140 m). In het noordoosten ligt de Austrumkurzemes hoogte (60 – 110 m). boven zeeniveau. Ongeveer 35% van de oppervlakte van het district is heuvelachtig.
Het gebied is erg waterrijk, er zijn meer dan 40 rivieren met een lengte van meer dan vijf kilometer en er zijn 48 meren met een oppervlakte van meer dan een vierkante meter. De belangrijkste rivieren zijn de Venta en Abava. Bijna de helft van het landschap bestaat uit bos.
Steden van de Republiek (republikas pilsētas):

Daugavpils · Jēkabpils · Jelgava · Jūrmala · Liepāja · Rēzekne · Riga · Valmiera · Ventspils

Gemeenten (novadi):

Aglona · Aizkraukle · Aizpute · Aknīste · Aloja · Alsunga · Alūksne · Amata · Ape · Auce · Ādaži · Babīte · Baldone · Baltinava · Balvi · Bauska · Beverīna · Brocēni · Burtnieki · Carnikava · Cēsis · Cesvaine · Cibla · Dagda · Daugavpils · Dobele · Dundaga · Durbe · Engure · Ērgļi · Garkalne · Grobiņa · Gulbene · Iecava · Ikšķile · Inčukalns · Ilūkste · Jaunjelgava · Jaunpiebalga · Jaunpils · Jēkabpils · Jelgava · Kandava · Kārsava · Kocēni · Koknese · Krāslava · Krimulda · Krustpils · Kuldīga · Ķegums · Ķekava · Lielvārde · Līgatne · Limbaži · Līvāni · Lubāna · Ludza · Madona · Mālpils · Mārupe · Mazsalaca · Mērsrags · Naukšēnu · Nereta · Nīca · Ogre · Olaine · Ozolnieki · Pārgauja · Pāvilosta · Pļaviņas · Preiļi · Priekule · Priekuļi · Rauna · Rēzekne · Riebiņi · Roja · Ropaži · Rucava · Rugāji · Rundāle · Rūjiena · Salacgrīva · Sala · Salaspils · Saldus · Saulkrasti · Sēja · Sigulda · Skrīveri · Skrunda · Smiltene · Stopiņi · Strenči · Talsi · Tērvete · Tukums · Vaiņode · Valka · Varakļāni · Vārkava · Vecpiebalga · Vecumnieki · Ventspils · Viesīte · Viļaka · Viļāni · Zilupe